# 知性
知性（德語：Verstand），德國古典哲學常用術語，有時或譯作理智或悟性，康德將它定義為一種能夠同時運用感性直觀和理性邏輯去判斷事情的認知能力。